# 全興大麯
全興大麯是四川全兴酒业旗下的白酒品牌。前身為成都府大麯。浓香型大麯酒。酒度分38度、52度、60度三种。1959年被命名为四川省名酒；1963年、1984年、1988年在全国第二、第四、第五届评酒会上荣获国家名酒称号及金质奖。